# Der Fuchs und der Wolf im Brunnen
Der Fuchs und der Wolf im Brunnen ist ein Tiermärchen (AT 32), das in Österreich und im italienischen (Schweiz) sowie schwedischen Sprachraum bekannt ist.

## Handlung
Variante aus dem Tessin
An einem heißen Augusttag sucht der durstige Fuchs einen Ziehbrunnen auf. Er springt in einen der Wassereimer und verschwindet nach unten, dem köstlichen Nass entgegen, doch nachdem er seinen Durst gelöscht hat, merkt er, dass er in der Falle sitzt. Da kommt der Wolf daher, den der Fuchs dazu überreden kann ihm Gesellschaft zu leisten und dadurch, dass der Wolf dann mit dem einen Eimer nach unten fährt, wird der andere Eimer mitsamt des Fuchses nach oben gezogen. Der nun gefangene Wolf begreift, dass man sich auf schlechte Freunde nicht verlassen soll.

## Hintergrund
Die Variante aus dem Tessin wurde von Jolanda Bianchi-Poli erzählt und erhielt im Deutschen den Titel Der Fuchs und der Wolf im Brunnen. Das Märchen ist weit verbreitet und kam schon im Talmud, bei Petrus Alfonsi (um 1100), Marie de France (12. Jh.) und in dem altfranzösischen Roman de Renard vor. In Josef Haltrichs Werk Deutsche Volksmärchen aus dem Sachsenlande in Siebenbürgen (Berlin 1856) steht es in ähnlicher Form und unter dem Titel Der Fuchs und der Wolf im Dorfbrunnen an Stelle Nr. 100. Eine ebenfalls ähnliche schwedische Version findet sich bei Ella Ohlson (Nr. 3). Diese Version wurde 1928 von ebenjener im Kirchspiel Junsele, Ångermanland nach dem Erzähler Otto Nilsson aufgezeichnet und wurde im Deutschen als Wie der Fuchs aus dem Brunnen heraufkam übersetzt.